# Václav Krása
Václav Krása, né en 1923 et décédé en 2003, est un ancien joueur et entraîneur tchécoslovaque de basket-ball. 

## Palmarès
- Finaliste du championnat d'Europe 1947